# Văbel
Văbel (bulgariska: Въбел) är ett distrikt i Bulgarien.   Det ligger i kommunen Obsjtina Nikopol och regionen Pleven, i den norra delen av landet, 160 km nordost om huvudstaden Sofia.